# نادي إيدوبياس يونايتد الجديد
نادي إيدوبياس يونايتد الجديد (بالإنجليزية: New Edubiase United F.C.)‏ هو نادي كرة قدم غاني ومقره في مدينة إيدوبياس الجديدة في غانا، يلعب الفريق في الدوري الغاني الممتاز .